# Мухаммад Тахир аль-Карахи
Муха́ммад Тахи́р (авар. Мухӏаммад Тӏагьир; араб. محمد طاهر‎; 1808 — 1880) — дагестанский богослов и правовед, летописец Кавказской войны и главный писарь имама Шамиля.
Автор таких известных работ, как «Шарх аль-мафруз» по мусульманскому праву и «Барика ас-суйуф аль-джабалийа фи бад аль-газават аш-шамилийа» — «Блеск дагестанских шашек в некоторых шамилёвских битвах», которая представляет собой хронологию освободительной борьбы горцев под руководством Шамиля.

## Биография
Мухаммад Тахир родился в 1809 году, в аварском селении Цулда, Карахского общества (ныне Чародинский район Дагестана). Точная дата его рождения неизвестна. При рождении его назвали Мухамматилавом. Имя, которым он сейчас известен, ему дал имам Шамиль.
Мухаммад Тахир получил блестящее образование, обучаясь у многих видных дагестанских богословов, в частности у Курбан-Мухаммада из Корода, Мустафы из Ангида, Хаджидибира из Гунуха, Мухаммадамина из Гидатля. После окончания учёбы был назначен кадием в ауле Тлярош. С 1847 года работал секретарем имама Шамиля. Некоторое время был муфтием Имамата. В совершенстве владел, кроме родного языка еще и арабским, чеченским, кумыкским, лезгинским, даргинским языками.
После завершения войны Мухаммад переехал в Темир-Хан-Шуру (ныне Буйнакск) и работал там кадием. Позже стал старшим кадием в Дагестанском народном суде. Именно в этот период жизни он написал большую часть своих работ. Известна полемика Мухаммада с Хаджила-Али Ал-Акуши по вопросам назра.
Мухаммад Тахир часто выступал против противников Шамиля и газавата. Падение Имамата и тяготение людей к царской власти вызвало у него глубокое огорчение, что отражено в его трудах.

## Смерть
Мухаммад Тахир умер в 1880 году и похоронен в своём родном селе Цулда Чародинского района. Его могила является местом паломничества мусульман (зиярат).
Были найдены ценные копии письма, в которых сын Мухаммада описывает состояние своего отца в последние дни его жизни. Письмо было написано по просьбе одного из учеников отца Абдуллаха из села Дженгутай.

## Публикации
Некоторые из написанных Мухаммад Тахиром книг:
- «Барика ас-суйуф аль-джабалийа фи бад аль-газават аш-шамилийа» (بارقة السيوف الجبلية في بعض الغزوات الشاملية) — хронология Кавказской войны[3];
- Комментарии на грамматическое сочинение аз-Занджани «Тасриф аль Иззи» (تصريف العزي);
- «Шарх аль тасриф аль максуд» (شرح التصريف المقصود);
- «Ахсан далиль таъвиль ли ма вакаа фи заман имам Шамиль» (أحسن دليل التأويل لما وقع في زمن الإمام شامل) («Трактат о правдивости действий Шамиля»), 1848 год;
- Сочинение о штрафах и наказания в государстве Шамиля;
- «Шарх аль Мафруд» (شرح المفروض) — сочинение по исламскому праву;
- «Василат аль-ахкам» (وسيلة الأحكام);
- «Тарджаматуал Карахийя» (ترجمة القراخية) — перевод различных текстов;
- «Суламу суллам» (سلم السلم) — комментарии к учебнику по логике.

Наиболее известным его трудом является «Блеск дагестанских шашек в некоторых шамилёвских битвах», над которой он работал с 1830 по 1872 годы. Однако царская цензура отказалась пускать книгу в печать. Её пришлось сократить, но цензура запретила и этот вариант. В 1941 году сочинение было переведено советскими арабистами Барановым А. М. и Крачковским И. Ю., опубликована она была только в 90-е годы. Перевод Крачковского был издан в 1956 году тиражом в 1000 экземпляров,

## Примечание
1. ↑  Красивые и значимые имена в Исламе. Дата обращения: 7 января 2015. Архивировано 3 января 2015 года.
2. ↑  Последние дни жизни Мухаммада-Тахира аль-Карахи. Ислам в Дагестане (12 сентября 2018). Дата обращения: 22 февраля 2022. Архивировано 22 февраля 2022 года.
3. ↑  Мухаммад Тахир аль-Карахи «Блеск Дагестанских сабель в некоторых Шамилёвских битвах». (Перевод с арабского А. Барабанова, комментированный перевод Т. Айтберова) Типография МСХ ДАССР г. Махачкала, 1990 год.